# چشم‌سفید فرناندو پو
چشم‌سفید فرناندو پو (نام علمی: Speirops brunneus) نام یک گونه از تیره چشم‌سفید است.